# Henry Kohlert
Henry „Cap” Kohlert (ur. 8 marca 1892 roku w St. Charles, zm. 18 grudnia 1939 roku w St. Charles) – amerykański kierowca wyścigowy. Żołnierz amerykański w czasie I wojny światowej.

## Kariera
W swojej karierze Kohlert startował głównie w Stanach Zjednoczonych w mistrzostwach AAA Championship Car oraz towarzyszącym mistrzostwom słynnym wyścigu Indianapolis 500, będącym w latach 1923-1930 jednym z wyścigów Grandes Épreuves. W drugim sezonie startów, w 1928 roku w wyścigu Indianapolis 500 uplasował się na trzynastej pozycji. W mistrzostwach AAA nie zdobywał punktów.